# Lacul Bascov
Lacul Bascov este o arie naturală ce corespunde categoriei a IV-a IUCN, situată în județul Argeș, pe teritoriul administrativ al comunei Bascov.

## Descriere
Rezervația naturală cu o suprafață de 162 hectare, se află în Câmpia Piteștilor, o subdiviziune în partea nordică a Câmpiei Române, în bazinul Argeșului, pe cursul mijlociu al acestuia, lângă drumul european E81 sau (DN7), în nord estul satului Bascov.
Rezervația a fost declarată arie protejată prin Hotărârea Nr.30 din 26 februarie 2004 a Consiliului Județean Argeș și aprobată prin Hotârârea de Guvern Nr.2151 din 30 noiembrie 2004 și este inclusă în aria de protecție specială avifaunistică - Lacurile de acumulare de pe Argeș. Aceasta reprezintă o zonă de câmpie (luciu de apă, teren mlăștinos, pajiști și fânețe) ce asigură condiții de hrană și viețuire pentru specii de păsări migratoare, cât și condiții de iernat pentru anumite specii de păsări care rămân în rezervație pe tot timpul anului.

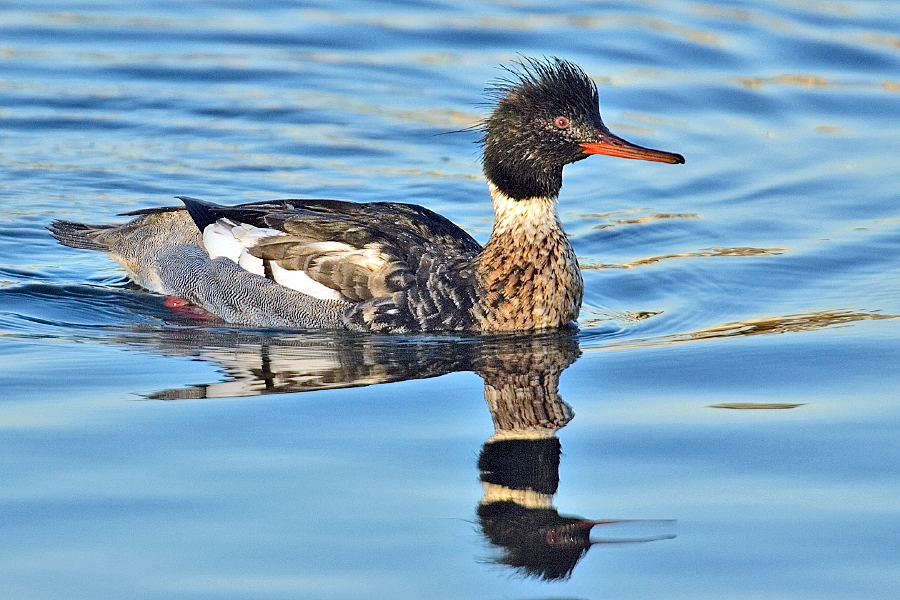
Ferestraş moţat (Mergus serrator)

În arealul rezervației este semnalată prezența mai multor specii avifaunistice (enumerate în anexa I-a a Directivei Consiliului European 147/CE din 30 noiembrie 2009) protejate la nivel european; astfel: rață roșie (Aythya nyoroca), egretă mică (Egretta garzetta), barză (Ciconia ciconia), gâscă cenușie (Anser anser), rață lingurar (Anas clypeata), corcodel cu gât roșu (Podiceps griseigena), rață cârâietoare (Anas querquedula), pescăruș cu cap negru (Larus ridibundus), cormoran mare (Phalacrocorax carbo), cufundar polar (Gavia arctica), ferestraș mic (Mergus albellus), ferestraș mare (Mergus merganser), ferestraș moțat (Mergus serrator), rață sunătoare (Bucephala clangula), lebădă mută (Cygnus olor), specia de lișiță (Fulica atra), rață pitică (Anas crecca).

## Căi de acces
- Drumul național Transfăgărășan (DN7C) - Curtea de Argeș - Zigoneni - Merișani - Drobogostea - Bascov
- Autostrada A1 - București - Pitești - intrare în DN7 la Bascov
- Drumul național (DN7) - Pitești - Bascov